# Львовская Варежка
Львовская Варежка — село в Каменском районе Пензенской области, входит в состав Кобылкинского сельсовета.

## География
Расположено на берегу речки Варежка в 8 км на северо-запад от центра сельсовета села Кобылкино и в 25 на запад от райцентра города Каменки.

## История
Основано как д. Варешка в 1704 г. В отказной книге говорится, что в 1704 г. земля, на которой основано село, была выменена Львом (отсюда — Львовская) Тимофеевичем Иванчиным у Андрея Никифоровича Карпова «в урочищах от речки Варешки на крутую вершину с урочищи»; после смерти отца в 1716 г. с. Рождественское, Варешка тож, показана за капитаном Михаилом Львовичем Иванчиным. В 1720 г. помещиками показаны Михаил Львович и Никита Иванчины. В 1762 г. – село Завального стана Верхнеломовского уезда, вотчина генерал-майора и кавалера Александра Петровича Мельгунова, 120 ревизских душ, а также однодворцев (5) (РГАДА, ф. 350, оп. 2, е.хр. 569, лл. 525-537). Затем село входило в состав Нижнеломовского уезда. В середине 19 в. имелся винокуренный завод. В 1877 г. – в Покровско-Варежской волости Нижнеломовского уезда Пензенской губернии, 65 дворов, школа, винокуренный завод. Приход Покровской церкви с. Покровская Варежка. В 1911 г. – деревня Львово-Варжинка Покровско-Варжинской волости Нижнеломовского уезда, одно крестьянское общество, 104 двора, водяная и ветряная мельницы, кузница, кирпичный сарай, имение Васильева.
С 1928 года село являлось центром сельсовета Пачелмского района Пензенского округа Средне-Волжской области. С 1935 года в составе Головинщинского района Куйбышевского края (с 1939 года — в составе Пензенской области). С 1956 года – центр сельсовета Пачелмского района, бригада колхоза «Путь Ленина». 16.5.1983 г. решением Пензенского облисполкома село передано из Пачелмского района в Кобылкинский сельсовет Каменского района.

## Население
| 1762 | 1864 | 1877 | 1897 | 1911 | 1926 | 1930 |
| ---- | ---- | ---- | ---- | ---- | ---- | ---- |
| 246  | ↗392 | ↗428 | ↗555 | ↗601 | ↘566 | ↗630 |
| 1939 | 1959 | 1979 | 1989 | 1996 | 2002 | 2010 |
| ↘456 | ↘262 | ↘86  | ↘51  | ↘43  | ↘24  | ↘16  |